# Scaptomyza dubia
Scaptomyza dubia är en tvåvingeart som beskrevs av Hardy 1965. Scaptomyza dubia ingår i släktet Scaptomyza och familjen daggflugor. Inga underarter finns listade i Catalogue of Life.